# Scorpia (jurnalistă)
Scorpia este pseudonimul unei jurnaliste specializate în jocuri video care a fost activă de la începutul anilor 1980 până la sfârșitul anilor 1990. Ea a scris pentru Computer Gaming World, de obicei recenzii despre jocuri video de rol și jocuri de aventură. Scorpia era cunoscută pentru criticile sale dure la adresa jocurilor video care nu-i plăceau. A fost concediată după ce revista CGW a fost vândută companiei Ziff Davis⁠(d) în 1999 și, ulterior, s-a retras din jurnalismul de jocuri video. Pseudonimul ei se bazează pe un personaj pe care l-a creat într-un joc de rol.

## Carieră
Scorpia a devenit interesată de computere după ce a participat la o expoziție de computere. Intenția ei inițială a fost să devină programatoare și a spus că și-a cumpărat primele jocuri pe calculator pentru a învăța să programeze. În noiembrie 1982, în timp ce lucra ca un consultant în prelucrarea datelor, Scorpia a co-fondat un grup de interes special legat de jocurile timpurii pe CompuServe. A devenit al optulea cel mai popular forum de pe CompuServe, iar Scorpia a primit acces gratuit la serviciul de abonament în schimbul menținerii acestuia. În calitate de operator de sistem, a organizat conferințe online și a găzduit jocuri. În anul următor, proprietarul Computer Gaming World (CGW), Russell Sipe, a contactat-o pe CompuServe și a invitat-o să scrie pentru revistă. Scorpia a fost de acord, deși nu o citise niciodată. Ea a analizat acolo jocurile video de rol și jocurile de aventură timp de 16 ani.
Scorpia a devenit un recenzor proeminent în industria jocurilor video. Pe lângă prezența ei în scris și online, ea a oferit indicii jucătorilor care au contactat-o printr-o căsuță poștală. CGW a declarat despre ea că este „controversată” și a publicat adesea o recenzie a sa împreună cu recenzia altei persoane la același joc. Ea a devenit cunoscută pentru criticile dure la adresa jocurilor video care nu-i plăceau. Recenzia lui Scorpia despre Ultima VIII: Pagan⁠(d) a fost evidențiată de GameSetWatch drept una dintre cele mai dure recenzii de jocuri video scrise vreodată. Recenzia ei despre Might and Magic II: Gates to Another World a dus la un răspuns de supărare din partea designerului jocului, Jon Van Caneghem, care a numit un monstru după Scorpia în următorul său joc. Deși de obicei era fan Infocom⁠(d), nu i-a plăcut  jocul Infidel atât de mult încât nici nu l-a menționat vreodată în scris, deși a criticat jocul în timpul unei conversații online cu creatorul Mike Berlyn⁠(d).
Editorul CGW, Johnny Wilson, a descris-o pe Scorpia drept „unul dintre cei mai revigoranți oameni pe care i-ați putea întâlni vreodată” și i-a lăudat cunoștințele enciclopedice despre puzzle-urile jocurilor. El a citat un exemplu în care cei doi s-au ciocnit, jocul de rol Darklands. Scorpia a scris o recenzie negativă care a criticat erorile jocului, iar Wilson a atașat o bară laterală editorială care a oferit o viziune mai pozitivă. Wilson a recunoscut mai târziu că aceasta a fost o idee proastă, spunând că fanii lui Scorpia l-au criticat în mod corect pentru că i-a subestimat recenzia și a trecut cu vederea defectele jocului. Deoarece revista a cerut ca un recenzor să termine jocul înainte de a publica recenzia, Wilson a spus că Scorpia a favorizat liniaritatea acestuia, ceea ce a dus la critici nejustificate la adresa unor lucrări neterminate până la capăt; astfel, uneori, CGW nu i-a atribuit astfel de jocuri ca să le recenzeze.
Scorpia a fost concediată după ce CGW a fost vândută companiei Ziff Davis în 1999. Ea a spus că i s-a dat de înțeles că revista vrea să meargă într-o altă direcție. Ea nu a mai căutat un loc de muncă în jurnalismul de jocuri și nu a primit nicio ofertă; ea a considerat că totul datorită reputației ei după atâtea recenzii dure. Scorpia a început să administreze un webzin cu abonament, dar a renunțat  când nu a găsit destui abonați. Ulterior, ea a început să scrie pe un blog pe un site web gratuit. Ea a încetat să actualizeze site-ul 3 ani mai târziu, în 2009, după ce a spus că nu își poate permite un computer nou necesar pentru a continua să revizuiască jocuri.
Într-un interviu din 2019 cu Kotaku, ea a declarat că, deși încă joacă jocuri video, nu are nicio dorință să se întoarcă la revizuirea lor, deoarece a însemnat „cu adevărat mai multă muncă decât își dau seama majoritatea oamenilor” și este oficial pensionată.

## Viață personală
Pseudonimul ei provine din jocurile de rol și se bazează pe zodia ei, Scorpion. Ea a spus că era deja cunoscută sub numele de Scorpia din cauza muncii sale în comunitățile online și i s-a părut „mai potrivit” decât numele ei adevărat pentru concentrarea ei pe jocurile de rol și jocurile de aventură. Ea prețuiește confidențialitatea sa și a citat asta ca un alt motiv pentru a folosi un pseudonim. La CGW, doar proprietarul, Russell Sipe, îi cunoștea numele adevărat.
Jocul ei video preferat este Ultima IV: Quest of the Avatar⁠(d) (1985).